# Surprise (goélette)
Pour les articles homonymes, voir Surprise (homonymie).
Le Surprise est une goélette de course à deux mâts amarrée à Camden, dans le Maine. Elle a été dessinée par l'architecte naval Thomas F. McManus et construite à Rockport dans le Massachusetts en 1917-18
C'est un windjammer du Maine, au service du tourisme. Elle fait partie d'un petit nombre de goélettes à deux mâts survivantes, autrefois l'un des voiliers les plus courants dans les eaux nord-américaines. Maintenant basée à Camden, elle  offre des croisières à la voile aux touristes dans la baie de Penobscot.
Elle a été en inscrite au registre national des lieux historiques le 14 juin 1991 

## Historique
Le navire a été construit en 19217-18. C'est une goélette en bois à deux mâts. Sa charpente est en chêne et robinier, avec un bordage en pin jaune, dont une partie a été remplacée par de l'acajou lors de la restauration. Le pont est en sapin. La zone sous les ponts a été aménagée pour transporter des passagers lors d'excursions d'une journée, et il y a une chambre de moteur à l'arrière. Elle porte normalement quatre voiles : la grand-voile principale et la trinquette, avec des voiles de club qui peuvent être placées au-dessus.
Elle était l'une des sept goélettes conçues par Thomas F. McManus, alors éminent architecte naval, et est la seule de celles qui sont encore à flot. Sa conception représente une transition importante entre les goélettes conçues comme bateaux de travail et celles conçues pour la régate et croisière. Elle est restée dans la famille Kattenhorn en tant qu'embarcation de course et de plaisance jusque dans les années 1960. Bien que ses plans initiaux prévoyaient un moteur, il n'a été ajouté qu'après que les Kattenhorn l'ont vendu.
Elle a été convertie pour être utilisé dans le commerce touristique à la fin des années 1980 et propose désormais de courtes visites de la baie de Penobscot depuis sa base de Camden, dans le Maine.